# Eugenia cribrata
Eugenia cribrata är en myrtenväxtart som beskrevs av Mcvaugh. Eugenia cribrata ingår i släktet Eugenia och familjen myrtenväxter. Inga underarter finns listade i Catalogue of Life.